# Parowar

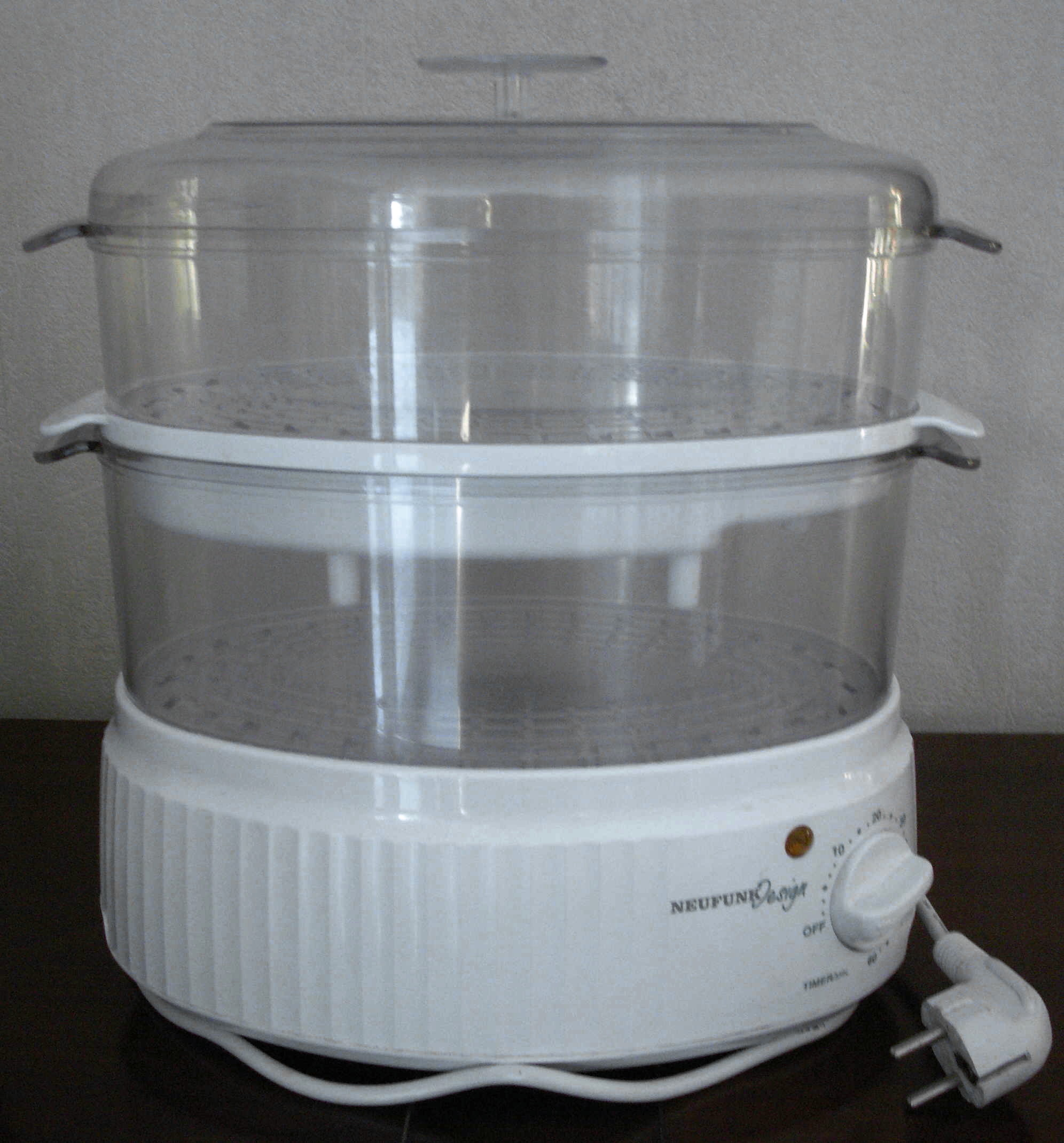
Parowar elektryczny

Parowar – rodzaj urządzenia kuchennego, wykonanego z tworzywa sztucznego, ceramiki lub metalu, gdzie metodą obróbki żywności jest zastosowanie pary powstałej w dolnym naczyniu dzięki gotującej się wodzie. Parowar składa się z kilku naczyń nałożonych na siebie, co umożliwia przygotowywanie w jednym czasie różnych rodzajów żywności. W parowarze można przyrządzić warzywa, mięso, owoce morza i ryż. Wyróżnia się kilka rodzajów parowarów:
- elektryczny
- stalowy lub ceramiczny, przeznaczony do użytku na kuchence gazowej
- bambusowy
- szklany lub silikonowy, przeznaczony do użytku w kuchence mikrofalowej